# Tempelpladsens Kirke
60°10′23″N 24°55′31″Ø / 60.17306°N 24.92528°Ø
Tempelpladsens Kirke er en kirke i bydelen Främre Tölö i Helsinki, Finlands hovedstad. Kirken indviedes i 1969 og er tegnet af arkitekterne Timo Suomalainen og Tuomo Suomalainen. 

## Planlægning af bygningen
Det var planen, at man ville bygge en kirke på Tempelbjerget allerede i 1930'erne. Imidlertid kom 2. Verdenskrigs udbrud i 1939 på tværs, og planerne blev skrinlagt. I 1961 vandt brødrene Timo og Tuomo Suomalainen en arkitektkonkurrence til et nyt kirkebyggeri på stedet. Af sparehensyn blev bygningens volumen reduceret til en fjerdedel, så byggeriet kom først i gang i februar 1968. Tempelpladsens Kirke kunne omsider indvies i september 1969. 

## Beskrivelse af kirken
Kirken er indfældet i klippen, men sollyset har adgang gennem tagvinduerne. Idéen var at bruge Tempelpladsens naturlige form, og for at gøre dette valgte man at bygge kirken ind i klippen. Denne utraditionelle løsning lokker arkitekturinteresserede og arkitekter fra hele verden til pladsen. Bygningen anvendes meget ofte som koncertsal takket være den uovertrufne akustik, der skyldes væggenes groft tilhuggede granit og det specielle loft, der er fremstillet af 22 km kobbertråd.
Som altertavle anvendes en sprække i bjergvæggen. Interiøret i øvrigt er designet af arkitekterne. Kirken har ingen klokker, men udsender i stedet klokkeklangen gennem højttalere fra en båndoptagelse.

## Turisme
Tempelpladsens Kirke hører til blandt de allermest populære seværdigheder i Helsinki og besøges årligt af cirka en halv million mennesker. I 2006 var kirken Helsinkis tredjemest besøgte turistmål med 579.570 gæster.